# Ļ
Ļ, ļ (L с седилью) — буква расширенной латиницы. Используется в латышском языке, где является 19-й буквой по счёту. Обозначает боковой палатальный сонант [ʎ], близкий к русскому мягкому «ль». Название буквы — «эль».
Буква (наряду с другими буквами с седилью) введена в латышский алфавит в 1908 году комиссией под руководством К. Мюленбаха. Обновлённая версия алфавита была официально утверждена в 1919 году.